# Rörelsekostnad
Rörelsekostnader är kostnader som inte direkt hör till en speciell vara eller varugrupp. Vanliga rörelsekostnader är till exempel löner och andra personalkostnader, lokalhyra, annonser, avskrivningar m.m. Begreppet används främst i samband med påläggskalkyler för handelsföretag.